# Vadim Láliyev
Vadim Láliyev –en ruso, Вадим Лалиев; en armenio, Վադիմ Լալիև– (Tsjinvali, 15 de diciembre de 1980) es un deportista ruso de origen osetio que compitió para Armenia en lucha libre. Ganó dos medallas de bronce en el Campeonato Europeo de Lucha, en los años 2003 y 2006.

## Palmarés internacional
| Representando a Rusia   |                |                   |           |
| Campeonato Europeo      |                |                   |           |
| Año                     | Lugar          | Medalla           | Categoría |
| 2003                    | Riga (Letonia) | Medalla de bronce | 84 kg     |
| Representando a Armenia |                |                   |           |
| Campeonato Europeo      |                |                   |           |
| Año                     | Lugar          | Medalla           | Categoría |
| 2006                    | Moscú (Rusia)  | Medalla de bronce | 84 kg     |